# Ivan Koštial
Ivan Koštiál, slovenski pedagog in jezikoslovec, * 27. julij 1877, Gradec, † 19. februar 1949, Novo mesto. 
Ivan Koštiál se je rodil 27. julija 1877 v Gradcu v Avstriji. Njegov rod izvira iz sudetske Češke – njegov oče Johann Koštiál se je namreč iz Hrabačova na Češkem preselil v Gradec, kjer se je poročil z Avstrijko Petronillo Trinkler, hčerjo tiskarja, iz Brücka na Muri (nekateri viri navajajo, da je bila Koštiálova mati Slovenka.) Po študiju na dunajski in graški univerzi je poučeval klasično filologijo in slovenščino na srednjih šolah. Tako je poučeval na gimnaziji v Novem mestu (od septembra 1899 do februarja 1900) in na II. državni gimnaziji v Ljubljani (do septembra 1902), na slovenskem moškem učiteljišču v Kopru (1902–1909) in slovenskem moškem učiteljišču v Gorici (septembra 1909–septembra 1919), v letih 1915–1918 je bil v vojaški službi, od oktobra 1919 do upokojitve leta 1939 pa je učil na gimnaziji v Novem mestu (povzetek vira: https://core.ac.uk/reader/287249010 in družinski arhiv).
Koštiál se je pri svojem znanstvenem delu največ ukvarjal z etimologijo in onomastiko, bil pa je tudi velik zbiralec ljudske erotične poezije ter zgodb in izrazov na Goriškem in Dolenjskem. 
Po njem se danes imenuje ulica v Novem mestu, kjer je živel v zadnjem obdobju svojega življenja.

## Dela
- Slovniški in slovarski brus knjižne slovenščine (1927)